# Hans Menzel (Verwaltungsjurist)
Hans Menzel (* 1887 in Winzig bei Wohlau in Schlesien; † 1958) war ein deutscher Verwaltungsjurist und Mitglied der SPD.

## Leben und Beruf
Nach bestandenem juristischen Staatsexamen und anschließender Referendarzeit wirkte Menzel 1919–20 als Justitiar am Oberpräsidium der Provinz Schlesien in Breslau. Zugleich wurde er zum stellvertretenden Reichs- und preußischen Staatskommissar für die Provinzen Schlesien und Posen ernannt.
1920–21 folgte eine kurze Tätigkeit als Landrat im schlesischen Trebnitz. 1921–29 war er in Magdeburg zunächst als Regierungsrat, dann als stellvertretender (1923) und schließlich ab 1924 als amtierender Polizeipräsident tätig.
1929 berief ihn der sozialdemokratische Minister Carl Severing als Nachfolger des konservativen Karl Otto von Kameke zum Ministerialdirektor und Leiter der Verfassungsabteilung im Reichsinnenministerium.
1932 wurde er vom Kabinett Papen zur Disposition gestellt und wiederum durch einen konservativen Beamten, den vormaligen Landrat und DNVP-Abgeordneten Georg Gottheiner ersetzt. Sein letztes öffentliches Amt bekleidete Menzel von 1945 bis 1954 als Leiter des Arbeitsamtes Südbayern.